# Jean-Joseph d’Apcher

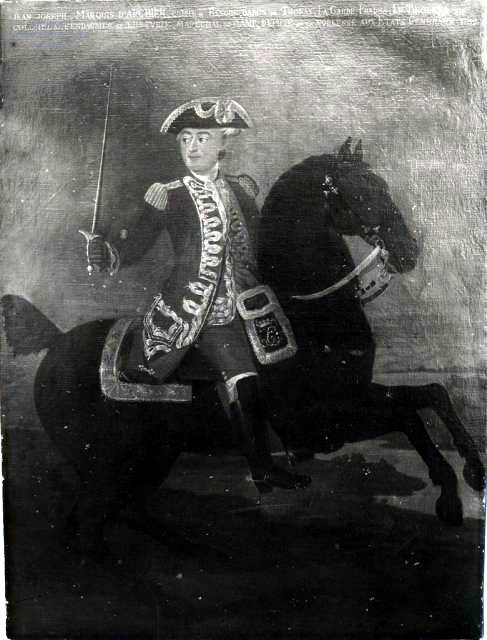
Marquis d’Apcher

Jean-Joseph d’Apcher (* 3. Juni 1748 in Charraix, Frankreich; † 2. November 1798 in Barcelona, Spanien), auch bekannt als Jean Joseph de Châteauneuf-Randon d’Apchier und als Marquis d’Apcher, war ein französischer Adliger. Er organisierte eine am 18. Juni 1767 begonnene Treibjagd, in deren Verlauf Jean Chastel am Folgetag ein Raubtier erlegte, das durch den sogenannten Marin-Bericht als Bestie des Gévaudan bekannt wurde.

## Leben

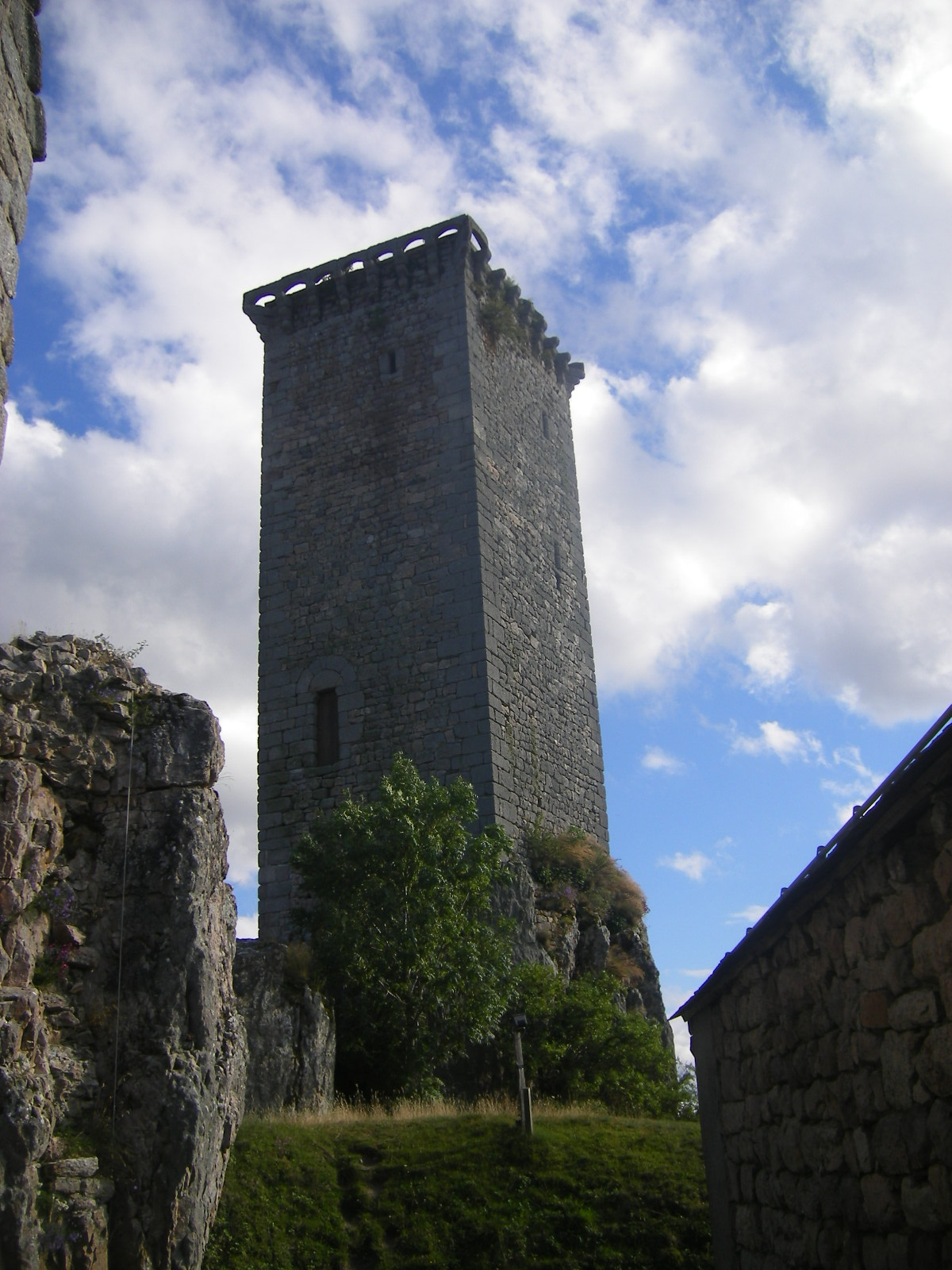
Donjon (Wohnturm) des Château d’Apcher, von dem heute ansonsten nur Ruinen übrig sind

Apcher wurde im Schloss seiner Familie in dem zur Gemeinde Charraix gehörenden Weiler Besque (oder Besques; nördlich von Saugues) als Sohn von Joseph de Châteauneuf-Randon und Henriette de La Rochefoucauld (Schwester von Kardinal Dominique de La Rochefoucauld) geboren. Apcher absolvierte eine Militärausbildung, wurde Kolonel im Regiment der Gendarmerie von Lunéville und erhielt den Titel eines Maréchal de camp. Nach dem Tod seines Vaters erbte er den Titel des Comte d’Apcher. Am 3. September 1767 heiratete Apcher in Langeac die 17-jährige Henriette de Rochefort-d’Ally de la Tour-Saint-Vidal. Aus der Ehe gingen drei Kinder hervor:
- Joseph Elzéar Charles (1775–1813)
- Barbe Françoise Irène (* 1777)
- Charles Nicolas Auguste (1780–1836)

Apchers Frau Henriette starb 1782. Im März 1789 wurde Apcher als Vertreter des Adels im Gévaudan in die Verfassunggebende Versammlung gewählt. Schon kurz darauf gab er sein Mandat an seinen Cousin Alexandre Paul Guérin de Tournel de Joyeuse de Châteauneuf-Randon weiter. Während der Französischen Revolution wurde Apcher inhaftiert, jedoch auf Druck der Gemeinden Saugues und Cubelles frei gelassen. Er begab sich mit seinem erstgeborenen Sohn ins Exil nach Barcelona, wo er ein zweites Mal heiratete. Dort starb er am 2. November 1798 und wurde in der Basilika Santa Maria del Pi beigesetzt.

## Jagd auf die Bestie

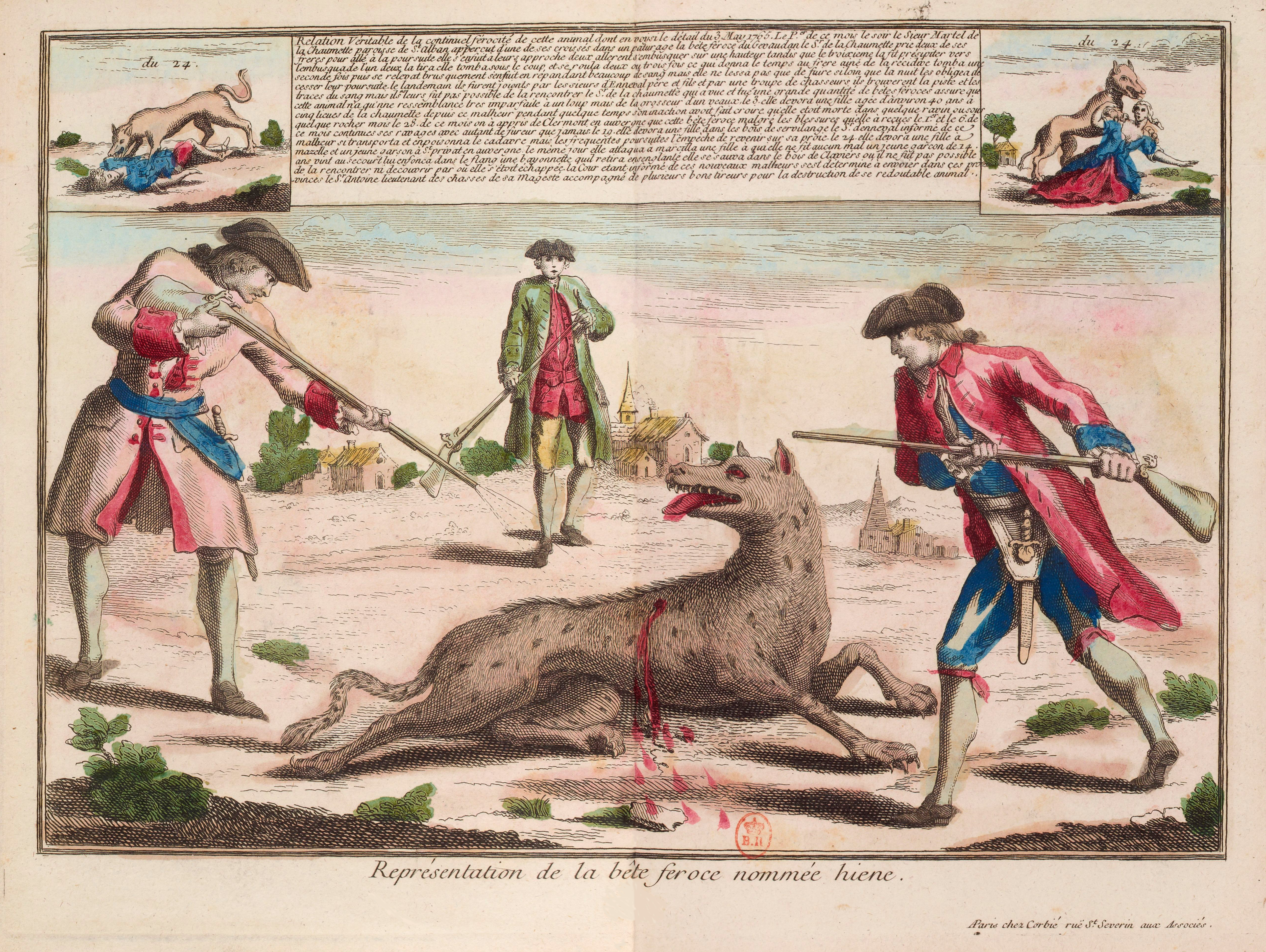
Die Bestie des Gévaudan entkam immer wieder, selbst als sie, wie hier im Mai 1765, von Schüssen getroffen wurde

Von 1764 bis 1767 tötete in der südfranzösischen Grafschaft Gévaudan, einer spärlich besiedelten Region südlich der Auvergne (heutige Départements Lozère und Haute-Loire) eine „Bestie“ etwa einhundert Menschen. Der junge Marquis d’Apcher, der in dem betroffenen Gebiet lebte und dessen Bauern und Pächter in Gefahr waren, organisierte eine Treibjagd auf dieses Tier. Während dieser Jagd erlegte Jean Chastel am 19. Juni 1767 ein großes Raubtier. Danach sollen die Angriffe aufgehört haben, und die offizielle Version lautete, Chastel habe die „Bestie“ getötet. Nach Angaben seines Bediensteten Gibert ließ Apcher das getötete Tier nach Paris transportieren, wo es der renommierte Naturforscher Comte de Buffon als Wolf bestimmt haben soll.